# Polska na Letnich Igrzyskach Olimpijskich 1956
| Występy Polaków na Letnich Igrzyskach Olimpijskich 1956 |     |       |        |      |      |      |      |      |      |        |
| Sportowcy                                               | Lp. | złoto | srebro | brąz | 4 m. | 5 m. | 6 m. | 7 m. | 8 m. | Punkty |
| 64                                                      | 17. | 1     | 4      | 4    | 6    | 4    | 7    | 2    | 3    | 134    |

## Zdobyte medale
| Medale według dni | Medale według dni | Medale według dni | Medale według dni | Medale według dni | Medale według dni | Medale według dni |
| ----------------- | ----------------- | ----------------- | ----------------- | ----------------- | ----------------- | ----------------- |
| Dzień             | Data              |                   |                   |                   |                   |                   |
| Dzień 0           | 22.11             | –                 | –                 | –                 | –                 |                   |
| Dzień 1           | 23.11             | 0                 | 0                 | 1                 | 1                 |                   |
| Dzień 2           | 24.11             | 0                 | 0                 | 0                 | 0                 |                   |
| Dzień 3           | 25.11             | 0                 | 0                 | 0                 | 0                 |                   |
| Dzień 4           | 26.11             | 0                 | 1                 | 0                 | 1                 |                   |
| Dzień 5           | 27.11             | 1                 | 0                 | 0                 | 1                 |                   |
| Dzień 6           | 28.11             | 0                 | 0                 | 0                 | 0                 |                   |
| Dzień 7           | 29.11             | 0                 | 0                 | 0                 | 0                 |                   |
| Dzień 8           | 30.11             | 0                 | 0                 | 2                 | 2                 |                   |
| Dzień 9           | 01.12             | 0                 | 1                 | 0                 | 1                 |                   |
| Dzień 10          | 02.12             | 0                 | 0                 | 0                 | 0                 |                   |
| Dzień 11          | 03.12             | 0                 | 1                 | 0                 | 1                 |                   |
| Dzień 12          | 04.12             | 0                 | 0                 | 0                 | 0                 |                   |
| Dzień 13          | 05.12             | 0                 | 1                 | 0                 | 1                 |                   |
| Dzień 14          | 06.12             | 0                 | 0                 | 0                 | 0                 |                   |
| Dzień 15          | 07.12             | 0                 | 0                 | 1                 | 1                 |                   |
| Dzień 16          | 08.12             | 0                 | 0                 | 0                 | 0                 |                   |

| Medal  | Zawodnik                                                                                         | Dyscyplina           | Konkurencja                     | Rezultat            | Data         |
| ------ | ------------------------------------------------------------------------------------------------ | -------------------- | ------------------------------- | ------------------- | ------------ |
| Złoto  | Elżbieta Krzesińska                                                                              | Lekkoatletyka        | skok w dal                      | 6,35                | 27 listopada |
| Srebro | Janusz Sidło                                                                                     | Lekkoatletyka        | rzut oszczepem                  | 79,98               | 26 listopada |
| Srebro | Adam Smelczyński                                                                                 | Strzelectwo          | trap                            | 190                 | 1 grudnia    |
| Srebro | Marian Kuszewski Zygmunt Pawlas Jerzy Pawłowski Andrzej Piątkowski Wojciech Zabłocki Ryszard Zub | Szermierka           | szabla drużynowo                | 2-1 (23:22)         | 3 grudnia    |
| Srebro | Jerzy Pawłowski                                                                                  | Szermierka           | szabla                          | 5-2 (30:22)         | 5 grudnia    |
| Brąz   | Marian Zieliński                                                                                 | Podnoszenie ciężarów | waga piórkowa                   | 335,0               | 23 listopada |
| Brąz   | Henryk Niedźwiedzki                                                                              | Boks                 | waga piórkowa                   | przegrana na punkty | 30 listopada |
| Brąz   | Zbigniew Pietrzykowski                                                                           | Boks                 | waga lekkośrednia               | przegrana na punkty | 30 listopada |
| Brąz   | Dorota Jokiel Natalia Kot Danuta Nowak Helena Rakoczy Lidia Szczerbińska Barbara Ślizowska       | Gimnastyka           | Ćwiczenia z przyborem drużynowo | 74,000              | 7 grudnia    |

## Występy Polaków

### Boks
- Henryk Kukier – waga musza, przegrał 1. walkę (2. eliminacja)
- Zenon Stefaniuk – waga kogucia, przegrał 1. walkę (2. eliminacja)
- Henryk Niedźwiedzki – waga piórkowa, 3.-4. miejsce (brązowy medal)
- Zygmunt Milewski – waga lekka, odpadł w ćwierćfinale
- Leszek Drogosz – waga lekkopółśrednia, przegrał 1. walkę (2. eliminacja)
- Tadeusz Walasek – waga półśrednia, przegrał 1. walkę (eliminacja)
- Zbigniew Pietrzykowski – waga lekkośrednia, 3.-4. miejsce (brązowy medal)
- Zbigniew Piórkowski – waga średnia, przegrał 1. walkę (eliminacja)
- Andrzej Wojciechowski – waga półciężka, odpadł w ćwierćfinale

### Gimnastyka sportowa
- Helena Rakoczy – wielobój, 8. miejsce; ćwiczenia wolne 14.-16. miejsce; poręcze, 5. miejsce; skok przez konia, 7.-8. miejsce; równoważnia 16.-18. miejsce
- Natalia Kot – wielobój, 9. miejsce; ćwiczenia wolne 14.-16. miejsce; poręcze, 8. miejsce; skok przez konia, 7.-8. miejsce; równoważnia 13.-15. miejsce
- Danuta Nowak – wielobój, 25.-26. miejsce; ćwiczenia wolne 42-.43. miejsce; poręcze, 10.- 11. miejsce; skok przez konia, 41.-44. miejsce; równoważnia 33.-35. miejsce
- Dorota Jokiel – wielobój, 27. miejsce; ćwiczenia wolne 59. miejsce; poręcze, 20.-21. miejsce; skok przez konia, 16.-19. miejsce; równoważnia 26.-27. miejsce
- Barbara Ślizowska – wielobój, 45. miejsce; ćwiczenia wolne 47.-49. miejsce; poręcze, 32. miejsce; skok przez konia, 50.-52. miejsce; równoważnia 43. miejsce
- Lidia Szczerbińska – wielobój, 47. miejsce; ćwiczenia wolne 47.-49. miejsce; poręcze, 48. miejsce; skok przez konia, 48.-49. miejsce; równoważnia 30.-31. miejsce
- Drużyna (Rakoczy, Kot, Nowak, Jokiel, Ślizowska, Szczerbińska) – wielobój, 4. miejsce: ćwiczenia z przyborami, 3. miejsce (brązowy medal)

### Kajakarstwo
- Daniela Walkowiak – K-1, 500 m, 6. miejsce
- Stefan Kapłaniak – K-1, 1000 m, 4. miejsce
- Ryszard Skwarski, Jerzy Górski – K-2, 1000 m, odpadli w eliminacjach
- Jerzy Górski, Stefan Kapłaniak – K-2, 10 000 m, 10. miejsce

### Lekkoatletyka
- Barbara Lerczak – 100 m, odpadła w eliminacjach; 200 m, odpadła w półfinale
- Maria Kusion – 100 m, odpadła w eliminacjach; skok w dal, 9. miejsce
- Halina Richter – 100 m, odpadła w eliminacjach
- Genowefa Minicka – 200 m, odpadła w eliminacjach; skok w dal, 12. miejsce
- Maria Kusion, Barbara Lerczak, Halina Richter, Genowefa Minicka – sztafeta 4 × 100 m, odpadła w eliminacjach
- Elżbieta Krzesińska – skok w dal, 1. miejsce (złoty medal)
- Urszula Figwer – rzut oszczepem, 6. miejsce
- Anna Wojtaszek – rzut oszczepem, 9. miejsce
- Marian Foik – 100 m, odpadł w półfinale
- Janusz Jarzembowski – 100 m, odpadł w ćwierćfinale; 200 m, odpadł w eliminacjach
- Edward Szmidt – 200 m, odpadł w ćwierćfinale
- Jerzy Chromik – 5000 m, odpadł w eliminacjach
- Kazimierz Zimny – 5000 m, odpadł w eliminacjach
- Zdzisław Krzyszkowiak – 10 000 m, 4. miejsce; 3000 z przeszkodami, nie wystąpił w finale
- Marian Foik, Janusz Jarzembowski, Edward Szmidt, Zenon Baranowski – sztafeta 4 × 100 m, 6. miejsce
- Zenon Ważny – skok o tyczce, 6. miejsce
- Zbigniew Janiszewski – skok o tyczce, 12. miejsce
- Kazimierz Kropidłowski – skok w dal, 6. miejsce
- Henryk Grabowski – skok w dal, 10. miejsce
- Ryszard Malcherczyk – trójskok, 10. miejsce
- Alfons Niklas – rzut młotem, 10. miejsce
- Tadeusz Rut – rzut młotem, 14. miejsce; rzut dyskiem, odpadł w eliminacjach
- Janusz Sidło – rzut oszczepem, 2. miejsce (srebrny medal)
- Jan Kopyto – rzut oszczepem, 5. miejsce

### Pływanie
- Elżbieta Gellner – 100 m stylem grzbietowym, odpadła w eliminacjach (16. czas)

### Podnoszenie ciężarów
- Marian Zieliński – waga piórkowa, 3. miejsce (brązowy medal)
- Jan Czepułkowski – waga lekka, 6. miejsce
- Jan Bochenek – waga średnia, 4. miejsce
- Krzysztof Beck – waga średnia, 6. miejsce
- Czesław Białas – waga lekkociężka, nie ukończył

### Strzelectwo
- Adam Smelczyński – rzutki trap, 2. miejsce (srebrny medal)
- Zygmunt Kiszkurno – rzutki trap, 15. miejsce

### Szermierka
- Jerzy Pawłowski – szabla, 2. miejsce (srebrny medal)
- Wojciech Zabłocki – szabla, 6. miejsce
- Marian Kuszewski – szabla, odpadł w 2. eliminacji
- Marian Kuszewski, Zygmunt Pawlas, Jerzy Pawłowski, Andrzej Piątkowski, Wojciech Zabłocki, Ryszard Zub – szabla, 2. miejsce (srebrny medal)

### Wioślarstwo
- Teodor Kocerka – jedynki, 4. miejsce
- Zbigniew Schwarzer, Henryk Jagodziński, Bertold Mainka (sternik) – dwójki ze sternikem, 4. miejsce
- Kazimierz Błasiński, Szczepan Grajczyk, Zbigniew Paradowski, Marian Nietupski – czwórki bez sternika, odpadli w półfinale